# 飢餓遊戲：自由幻夢 終結戰
《飢餓遊戲：自由幻夢 終結戰》（英語：The Hunger Games: Mockingjay – Part 2）是一部2015年上映的美国青春科幻动作片，由法蘭西斯·羅倫斯執導。本片改编自苏珊·柯林斯的同名小说第三部《饥饿游戏：自由幻梦》。
美國於2015年11月20日上映。

## 劇情
故事承接上集：迫於情勢，凱妮絲艾佛丁開始領導施惠國的各區叛變，對抗專制又腐敗的都城。隨著這場決定施惠國命運的戰爭愈演愈烈，都城控制下的其他區也趨向毀滅。凱妮絲必須確定她能信任誰及她需要完成的使命，以免她所愛的一切遭受危及。

## 演员
| 演員             | 角色                                       | 備註 |
| 珍妮佛·勞倫斯    | 凱妮絲·艾佛丁 Katniss Everdeen             | 12區的優勝者，革命的象徵物，在最後射箭殺死柯茵。                                                                   |
| 喬許·哈卻森      | 比德·梅爾拉克 Peeta Mellark                | 12區的優勝者，被都城擄走，在最後與凱妮絲相守。                                                                     |
| 伍迪·哈里森      | 黑密契·阿勃納西 Haymitch Abernathy         | |
| 伊莉莎白·班克絲  | 艾菲·純克特 Effie Trinket                  | |
| 茱莉安·摩爾      | 奧瑪·柯茵總統 Alma Coin                    | 十三區領袖。攻擊小櫻的飛機的飛彈，即是其命令攻擊的。在戰後的會議，道出跟史諾同樣作為的言語，死於凱妮絲射出的箭下。 |
| 史丹利·圖奇      | 凱薩·富萊克曼 Caesar Flickerman            | 飢餓遊戲主持人。                                                                                                   |
| 菲臘·西摩·荷夫曼 | 普魯塔克·海文斯比 Plutarch Heavensbee      | 第75屆首席遊戲設計師。                                                                                             |
| 吉娜·馬隆        | 喬安娜·梅森 Johanna Mason                  | |
| 山姆·克拉弗林    | 芬尼克·歐戴爾 Finnick Odair                | 第65屆飢餓遊戲優勝者，來自第四區。在地下道向史諾宅邸攻擊時，被一群蜥蜴人咬死。                                     |
| 連恩·漢斯沃      | 蓋爾·霍桑 Gale Hawthorne                   | |
| 唐納·蘇德蘭      | 史諾總统 Coriolanus Snow                   | 亡於人民的拳打腳踢下。                                                                                             |
| 薇洛·希爾絲      | 櫻草花·艾佛丁 Primrose Everdeen            | 凱妮絲之妹、乳名小櫻。死於柯茵命令攻擊的偽裝成政府軍的起義軍戰機。                                                 |
| 葆拉·馬爾科姆森  | 艾佛丁太太 Mrs. Everdeen                   | 凱妮絲和小櫻的媽媽。                                                                                               |
| 娜塔莉·多莫      | 奎希妲 Cressida                            | |
| 關朵琳·克莉絲蒂  | 指揮官萊姆 Commander Lyme                  | 第二區反抗軍的指揮官                                                                                               |
| 傑佛瑞·懷特      | 比提 Beetee Latier                         | |
| 陶比·瓊斯        | 克勞帝亞斯·坦普史密斯 Claudius Templesmith | 飢餓遊戲的宣布者和評述員                                                                                           |
| 史黛芬·道森      | 安妮·克莉絲塔 Annie Cresta                 | |

## 評價
本片獲得多為正面的評價，影評人主要稱讚動作場面和勞倫斯等演員的演出，儘管批評片商硬要將電影拆成兩部，但還是認為《飢餓遊戲》系列有著令人滿意的結局。爛番茄新鮮度69%，Metacritic得分65，整體評價尚可。

## 票房
北美方面，首周末以1.02億美元居冠，该成绩低于之前的三部，次周收5160万蝉联冠军。
中国大陆方面，首周3天收获1.02亿人民币列第三位，次周收3550万列第六位，最终累计1.42亿。
台灣方面，首週三天票房為新台幣7000萬元；次週票房累計至新台幣1.1億元；第三週票房累計至新台幣1.47億元；第四週票房累計至新台幣1.55億元。
| 上一届： 《007：惡魔四伏》 | 2015年美國週末票房冠軍 第47-50周 | 下一届： 《STAR WARS：原力覺醒》 |
| 上一届： 《007：惡魔四伏》 | 2015年台北週末票房冠軍 第47-48周 | 下一届： 《白鯨傳奇：怒海之心》  |
| 上一届： 《007：鬼影帝國》 | 2015年香港一週票房冠軍 第46-47周 | 下一届： 《陀地驅魔人》          |
| 上一届： 《007：鬼影帝國》 | 2015年香港週末票房冠軍 第47周    | 下一届： 《陀地驅魔人》          |